# Mordhau

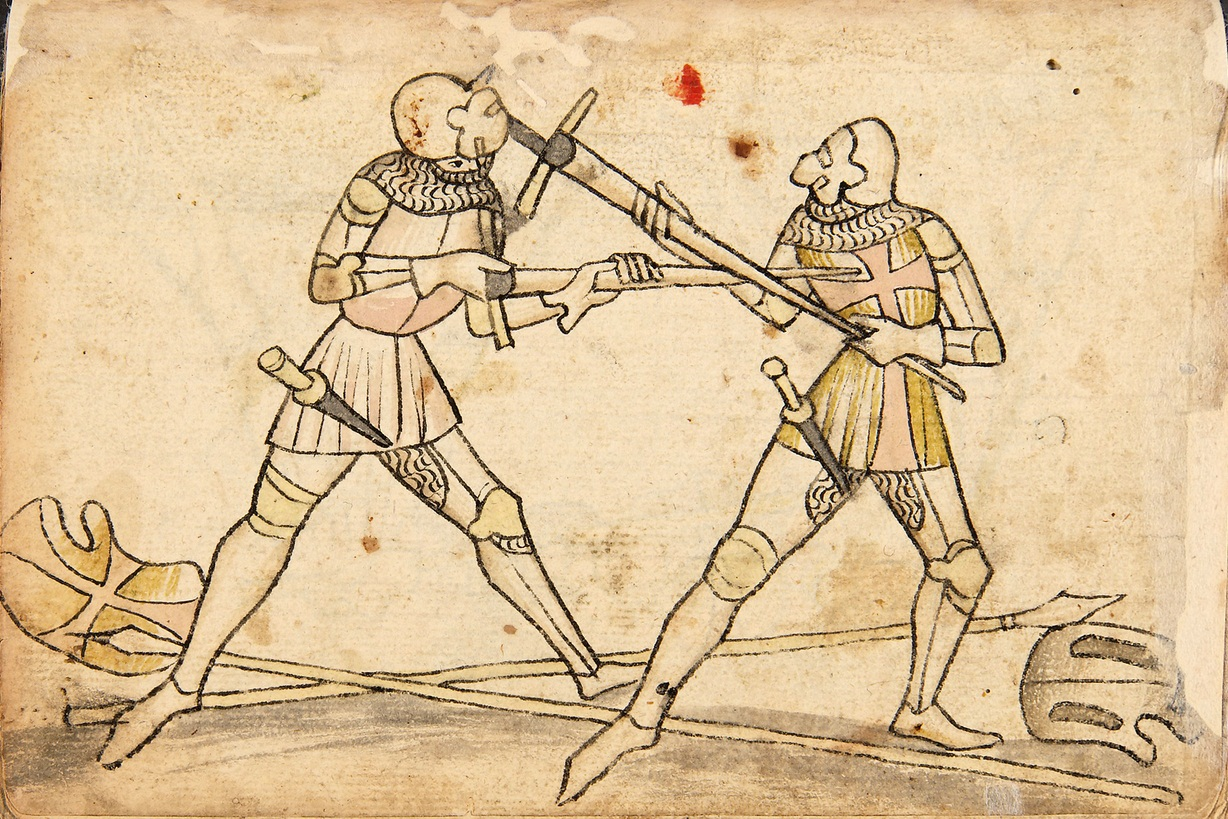
Manovra a "Mezza Spada" contro manovra Mordhau tra due guerrieri in armatura – Codex Wallerstein tav. 214.

Nella scherma tradizionale di scuola tedesca, il Mordhau, a volte Mordstreich o Mordschlag ("colpo assassino" in lingua tedesca) è un colpo portato con la guardia o il pomolo della spada contro il volto dell'avversario. Durante l'esecuzione della manovra, lo schermidore inverte la sua presa sulla spada a due mani, impugnandola per la lama e vibrandola come fosse una mazza o un martello da guerra.
La manovra Mordhau era essenzialmente praticata negli scontri tra spadaccini corazzati. Pare venisse comunque utilizzata, se non nella sua forma propria quanto meno in una variante, anche nel combattimento a corta distanza tra avversari privi di armatura, non a fini risolutivi ma per spiazzare l'avversario.